# スポット取引
金融では、スポット取引（スポットとりひき）、スポット契約または単にスポットとは売買契約の一種である。通常は取引日から2営業日後の「スポット日」に、契約した商品、証券、通貨の即時決済（支払いと受け渡し）を行う。決済価格（または決済レート）は、スポット価格（またはスポットレート）と呼ばれる。「契約条件が現在合意されているが、受け渡しと支払いが将来行われる」先渡取引または先物取引の対義語となる。

## 石油取引の場合
石油のスポット取引も、「短期」の1回限りの取引である。ただし、石油という商品の取り扱いの性質上、長期の取引とは「数カ月から1年程度、毎月一定量の原油を購入する、現物の長期契約取引」であるターム取引（ターム契約）である。
これに対して、1回限りの荷渡しと3ヵ月程度の短期契約の形をとる取引形態をスポット取引（当用買い）という。
天然ガスもほぼ同じ用語法である。

## 電力の場合
電力は安定供給のために、生産量（発電量）と消費量（需要量）が常時均衡していなければならない特殊な商品である。需要量と発電量の予測を突き合わせて最終的な計画が確定されるのが、電力卸売り市場で前日に行われるスポット市場こと「一日前市場」である。
商品の性質上、電力はスポット取引よりもさらに短い先物市場が存在し、前日の予測とのズレが『当日市場（時間前市場）』『イントラデイ』などと呼ばれるさらに短期（欧州の場合、最短で5分先）の先物市場での調整対象となる。

## スポット価格と先物価格
取引されている商品によって異なるが、いずれの場合もスポット価格は将来の価格変動に対する市場の期待（予想）を示している。証券または貴金属のような腐りにくいコモディティの場合、スポット価格は将来の価格変動に対する市場の期待を反映している。理論的には、スポット価格と先物価格の差はキャリーコストを反映して決まり、資金調達コストと証券の保有者が受け取る収益を加えたものに等しくなるはずである。たとえば、株式は、スポットと先物の価格差は通常、期間中に支払われる配当から購入価格に支払われる金利を差し引いたものによってほぼ完全に説明される。それ以外の価格が付いていれば、裁定取引でリスクなしで利益を取れる。
対照的に、ソフトコモディティと呼ばれる腐りやすい商品では、この裁定取引は成立しない。保管コストは、商品の予想される将来の価格よりも事実上高くなる。その結果、スポット価格は、将来の価格変動ではなく、現在の需要と供給を反映する。したがって、スポット価格は非常に変動しやすく、先渡価格とは独立して変動する可能性がある。「先物不偏性仮説（unbiased forward hypothesis）」によれば、これらの価格の差は、期間中の商品の予想価格変動に等しくなる。

## スポット日
金融では、スポット日とは、取引が当日に行われる通常の決済日を指す。この種の取引は、スポット取引または単にスポットと呼ばれる。
金融取引の種類によってはスポット日は異なる場合がある。外国為替市場では、スポット日は通常、取引日の2銀行営業日先（T+2、と表記される）である。しかし、アメリカドル～カナダドルのような一部の通貨ペアでは取引日の翌日(1銀行営業日先。T+1と表記される）である。スポット日以降に決済される取引は、先渡契約と呼ばれる。
他の決済日も可能である。標準決済日は、スポット日から計算される。たとえば、1か月物の外国為替先物は、スポット日付の1か月後に決済される。つまり、今日が2月1日である場合、普通のT+2のスポット日は2月3日で、1か月物の先物では3月3日となる（これらの日付がすべて営業日であると仮定）。外国為替スワップなど、2つの日付がある取引の場合、通常、最初の日付がスポット日と見なされる。

## 例

### 債券とスワップ
「債券市場では、割引債（ゼロクーポン債）のレート（割引率）をスポットレートと呼びます。債券の将来のキャッシュフローを現在価値に割り引く際に用います」
通常の債権には額面金額と金利があり、購入すれば（リスクが顕在化しなければ）、利払日になると利息が支払われ、償還日になると額面金額が払い戻される。
ゼロクーポン債（割引債）はこれと異なり、文字通り、クーポン（利息）がなく、文字通り、額面から割引きした価格で販売される債券である。
実際にはスポットレートはゼロクーポン債の価値を計算するときだけの用語でなく、
将来のキャッシュフローを現在価値に割り引くときに用いるレートのことを「スポットレート」という。
割引債のように投資時点と回収時点のみに、キャッシュフローが発生するときの複利最終利回り（ｒＮ）として定義される。
このため、ゼロ・クーポン・レートとも呼ばれる。
金利スワップのキャッシュフローは、割引債のキャッシュフローに分解して捉えることが可能。—
となる。

### 外国為替
「（スポットレートは）外国為替市場では、直物取引のレートのこと。スポット取引とは、取引した日（約定日）の2営業日後（Ｔ＋2）に決済する取引を指します。」
外国為替取引の場合、「スポット取引」はインターバンク市場のひとつで、約定から資金受渡日までの期間が2営業日以内の取引のことをいう。「直物取引」とも言う。外国為替現金取引（両替）や外国為替証拠金取引がこれに該当する。
これに対し、約定から資金受渡日までの期間が3営業日以降の取引のことは「先渡取引」「フォワード取引」「先物（為替）取引」という。外国為替先物取引や外国為替先渡取引（為替予約やノンデリバラブル・フォワード）が該当する。

### コモディティ（商品）
簡単な例：トマトは（北半球では）7月に安く、1月に高くなることを知っていても、1月の高値を利用する前に腐ってしまうため、7月に購入して1月に受け取ることはできない。7月の価格は、7月のトマトの需給を反映したものになる。1月の先渡価格は、1月の需給に対する市場の期待（予測）を反映したものになる。「7月のトマト」は、事実上、「1月のトマト」とは異なる商品である（コンタンゴとバックワーディションの対比）。